# Iuri Alcântara
Iuri Alcântara, född 8 april 1980 på Marajó, är en brasiliansk MMA-utövare som sedan 2011 tävlar i organisationen Ultimate Fighting Championship.